# Eldivo tuxtlas
Genre
Espèce
Eldivo tuxtlas, unique représentant du genre Eldivo, est une espèce d'araignées aranéomorphes de la famille des Ctenidae.

## Distribution
Cette espèce est endémique du Mexique. Elle se rencontre au Veracruz et en Oaxaca.

## Description
Le mâle holotype mesure 26,87 mm et la femelle paratype 24,78 mm.

## Systématique et taxinomie
Ce genre a été décrit par Hazzi et Hormiga en 2024 dans les Ctenidae.
Cette espèce a été décrite par Hazzi et Hormiga en 2024.

## Étymologie
Ce genre est nommé en l'honneur de Juan Gabriel dit El Divo.
Son nom d'espèce lui a été donné en référence au lieu de sa découverte, Los Tuxtlas.

## Publication originale
(mai 2024).
- Hazzi & Hormiga, 2024 : « Systematics, distribution patterns and historical biogeography of the Central America wandering spider genus Kiekie Polotow & Brescovit, 2018 (Araneae: Ctenidae). » PeerJ, vol. 12, no e17242, p. 1-55 (texte intégral).